# Sphaeriodiscus irritatus
Sphaeriodiscus irritatus är en sjöstjärneart som beskrevs av H.E.S. Clark in H.E.S Clark och D.G. McKnight 200. Sphaeriodiscus irritatus ingår i släktet Sphaeriodiscus och familjen ledsjöstjärnor.
Artens utbredningsområde är havet kring Nya Zeeland. Inga underarter finns listade i Catalogue of Life.